# 莊謙
莊謙（1584年—1637年），字，號含光，山东青州府莒州人。

## 生平
万历四十年（1612年）壬子科山东乡试第三十四名举人，四十七年（1619年）己未科三甲二十五名進士，工部觀政，初授汝宁府推官，天啓元年本年同考，五年（1625年）四月考选，擢浙江道监察御史，以门户疏纠尚宝司卿旷鸣鸾、陈以闻，又纠参门户南京刑部尚书胡应台为邪党，胡革任回籍。陈防御五议：一议速振京营；一议厚集兵力；一议运入仓粮；一议速补近道；一议严摉奸细。六年巡视東城，巡按陕西，天啓七年疏请免榷潼关、咸阳商税。又请为魏忠贤建祠于延镇，七月以延镇大捷加恩，賞银十五两，八月与总督陕西三边史永安、巡抚陕西胡廷宴、巡按御史袁鲸、帅众合词请建魏忠贤生祠于固镇太白山龙池之西，内有“惟岳齐天，用象生申之翰；如泉满地，式弘赉傅之霖。绩在东陲，惠流西鄙”等语，并获赐祠名“懋彝”。崇祯元年四月养病，二年以阉党被革职为民。

## 家族
曾祖莊秀。祖父莊禮。父莊希孟。